# جورج کوپر (بازیکن فوتبال، زاده ۱۹۹۶)
جورج کوپر (انگلیسی: George Cooper؛ زادهٔ ۳۰ اکتبر ۱۹۹۶) بازیکن فوتبال اهل بریتانیا است.
از باشگاه‌هایی که در آن بازی کرده‌است می‌توان به باشگاه فوتبال کرو آلکساندرا اشاره کرد.